# Anthem for the Year 2000
Anthem for the Year 2000 är en låt av Silverchair. Låten gavs först ut på singel i februari 1999 och återfinns på albumet Neon Ballroom. Singeln var en hit i flera länder, då den nådde nummer 3 på topplistan i Australien, nummer 6 i Kanada och nummer 8 på topplistan i Nya Zeeland.
Singeln var inte lika stor i England, då den endast nådde nummer 93 på topplistan där.

## Listplaceringar
| Lista (1999) | Placering |
| ------------ | --------- |
| Australien   | 3         |
| Nya Zeeland  | 36        |
| Sverige      | 32        |